# Joel Asikainen
Joel Jalmari Johannes Asikainen, född 18 juli 1912 i Viborg, död 7 juli 1968 i Björneborg, var en finländsk skådespelare.

## Filmografi (urval)
- 1950 – Professor Masa
- 1951 – Kvinnan bakom allt
- 1952 – Flottarkärlek
- 1953 – Så älskas de' i Savolax
- 1954 – Jag gungar i högsta grenen

### Webbkällor
- Joel Asikainen på Svensk Filmdatabas
- Joel Asikainen på Internet Movie Database (engelska)